# Cessapalombo
Cessapalombo – miejscowość i gmina we Włoszech, w regionie Marche, w prowincji Macerata.
Według danych na rok 2004 gminę zamieszkiwało 585 osób, 21,7 os./km².